# Municipio de Mansfield (Dakota del Norte)
El municipio de Mansfield (en inglés: Mansfield Township) es un municipio ubicado en el condado de Barnes en el estado estadounidense de Dakota del Norte. En el año 2010 tenía una población de 38 habitantes y una densidad poblacional de 0,4 personas por km².

## Geografía
El municipio de Mansfield se encuentra ubicado en las coordenadas 46°51′23″N 98°23′9″O / 46.85639, -98.38583. Según la Oficina del Censo de los Estados Unidos, el municipio tiene una superficie total de 93.95 km², de la cual 92,53 km² corresponden a tierra firme y (1,51 %) 1,42 km² es agua.

## Demografía
Según el censo de 2010, había 38 personas residiendo en el municipio de Mansfield. La densidad de población era de 0,4 hab./km². De los 38 habitantes, el municipio de Mansfield estaba compuesto por el 100 % blancos. Del total de la población el 0 % eran hispanos o latinos de cualquier raza.